# けんちょう
けんちょうは山口県の郷土料理。ダイコン、ニンジン、豆腐を煮た料理である。
けんちょう煮、けんてんとも呼ばれる。

## 概要
山口県内全域、各地で食されている郷土料理である。
基本は、豆腐、ダイコン、ニンジンを煮て、醤油や砂糖、味醂、塩で味付けした料理であるが、各家庭や地域によってはサトイモ、油揚げ、コンニャク、鶏肉、シイタケといったさまざまな具材を加えることもある。また、味噌仕立てにする地域もある。
大鍋を用いて大量に作り、何日も煮返して食べられることが多い。汁物に仕立てて、けんちょう汁として食されることもある。
学校給食としても提供されている。

## 由来
由来には諸説ある。以下に例を挙げる。
長崎けんちぇん説
千切りにした野菜と豆腐を炒めたものを汁物や蒸し物にした料理「長崎けんちぇん」が由来。
江戸時代以降に誕生し、法事などの特別な日の料理であった。
鎌倉建長寺説
建長寺（神奈川県鎌倉市）が由来。
鎌倉時代に日常食として食されていた、野菜と豆腐を炒めた汁物が元。
下関市では、けんちょうが日常の料理となっていることと、貿易の拠点であった歴史があることから、鎌倉建長寺説が有力視されている。

## 山口けんちょうマン
平成21年度に山口市物産事業者連絡協議会が公募したアイデアを元に開発されたのが山口けんちょうマンという名の焼饅頭である。
名田島、仁保の米粉、豆腐といった山口市内産の食材を中心に、調味料などを除いて山口県産の食材を利用している。
イメージキャラクターの「山口けんちょうマン」も制定されている。